# L'Éloge de Florence
L'Éloge de Florence, écrit en 1403 ou 1404, est un traité de Leonardo Bruni.

## Description
Sur le modèle de l’Oraison panathénaïque d’Aelius Aristide, Bruni rend hommage à la ville de Florence, pour sa beauté mais surtout pour son amour de la liberté, qu'il appelle la libertas fiorentina.
L'ouvrage est rédigé peu après la venue de Manuel Chrysoloras à Florence. Bruni renouvelle le genre littéraire de la laudatio, rhétorique particulière inventée en Grèce antique.

### Contexte
Au début du XVe siècle, Florence est à son apogée politique : l'empire milanais disparaît à la mort de Visconti en 1402, l'Église catholique est en crise à la suite du Grand Schisme, Gênes et le royaume de Naples subissent tous deux une guerre civile, et Venise n'a pas entamé son expansion en terre ferme.

### Réception
Le texte est cité au concile de Pise en 1409 et par les podestats, au XVe siècle, lors de leur discours de prise de fonction.